# Northern Colorado Hailstorm Football Club
Northern Colorado Hailstorm FC é um time americano profissional de futebol da cidade de Windsor, Colorado. Eles mandam os seus jogos no Estádio Future Legends Complex e o clube foi fundado em 2021, debutando em 2022. O time jog ana 3ª divisão do futebol americano, a United Soccer League.